# Zagrad (gmina Radeče)
Zagrad – wieś w Słowenii, w gminie Radeče. W 2018 roku liczyła 93 mieszkańców.